# Metablastothrix isomorpha
Metablastothrix isomorpha är en stekelart som först beskrevs av Sugonjaev 1964.  I den svenska databasen Dyntaxa används istället namnet Metablastothrix truncatipennis. Metablastothrix isomorpha ingår i släktet Metablastothrix och familjen sköldlussteklar. Arten är reproducerande i Sverige. Inga underarter finns listade i Catalogue of Life.